# Wilamowice

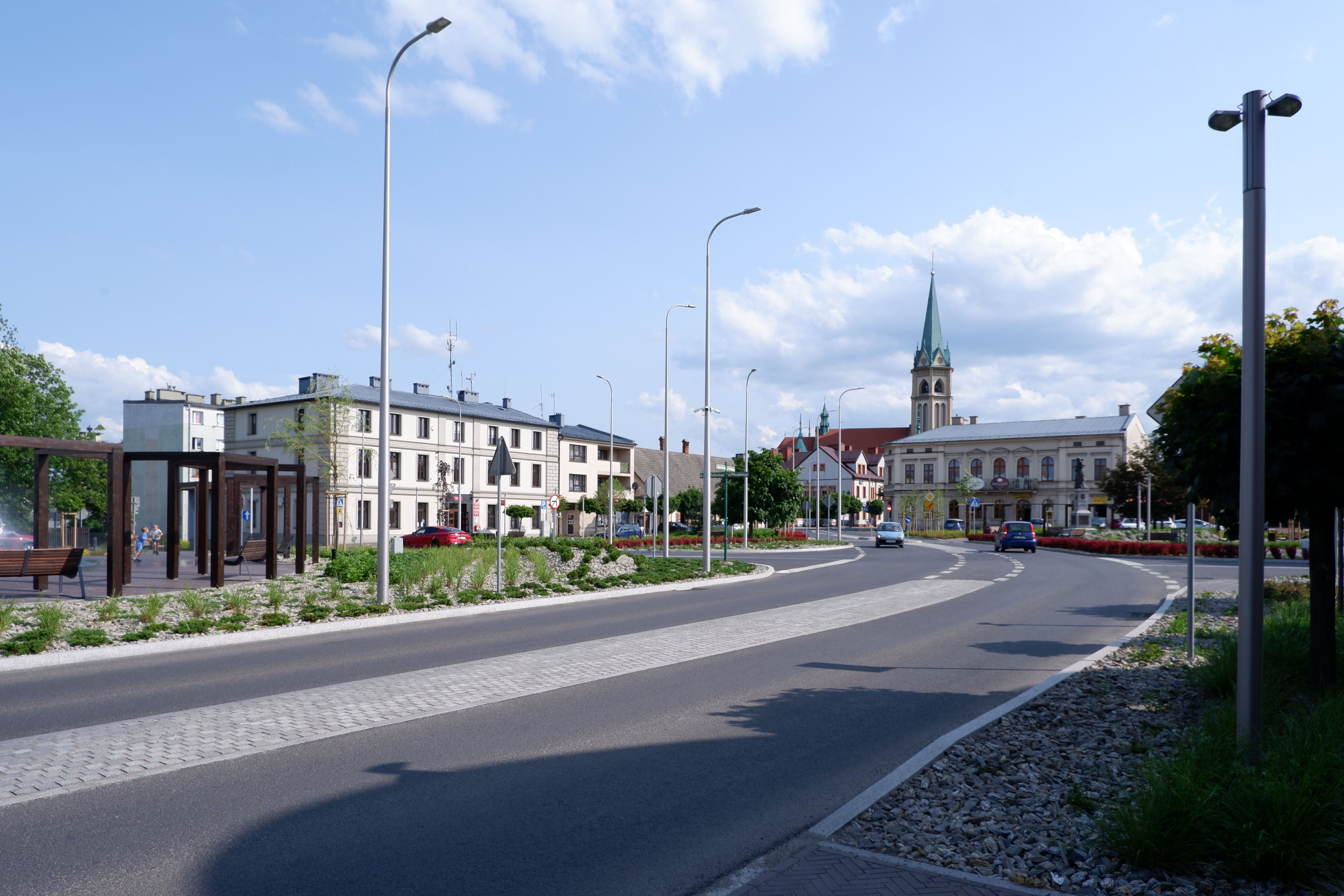
Marktplatz

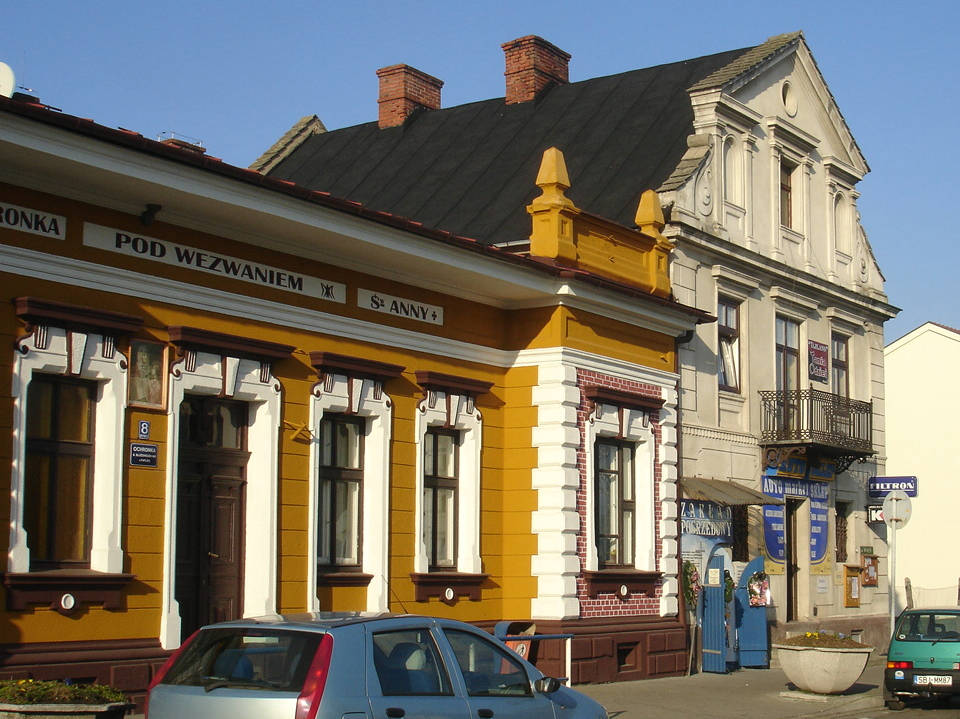
Häuser am Marktplatz

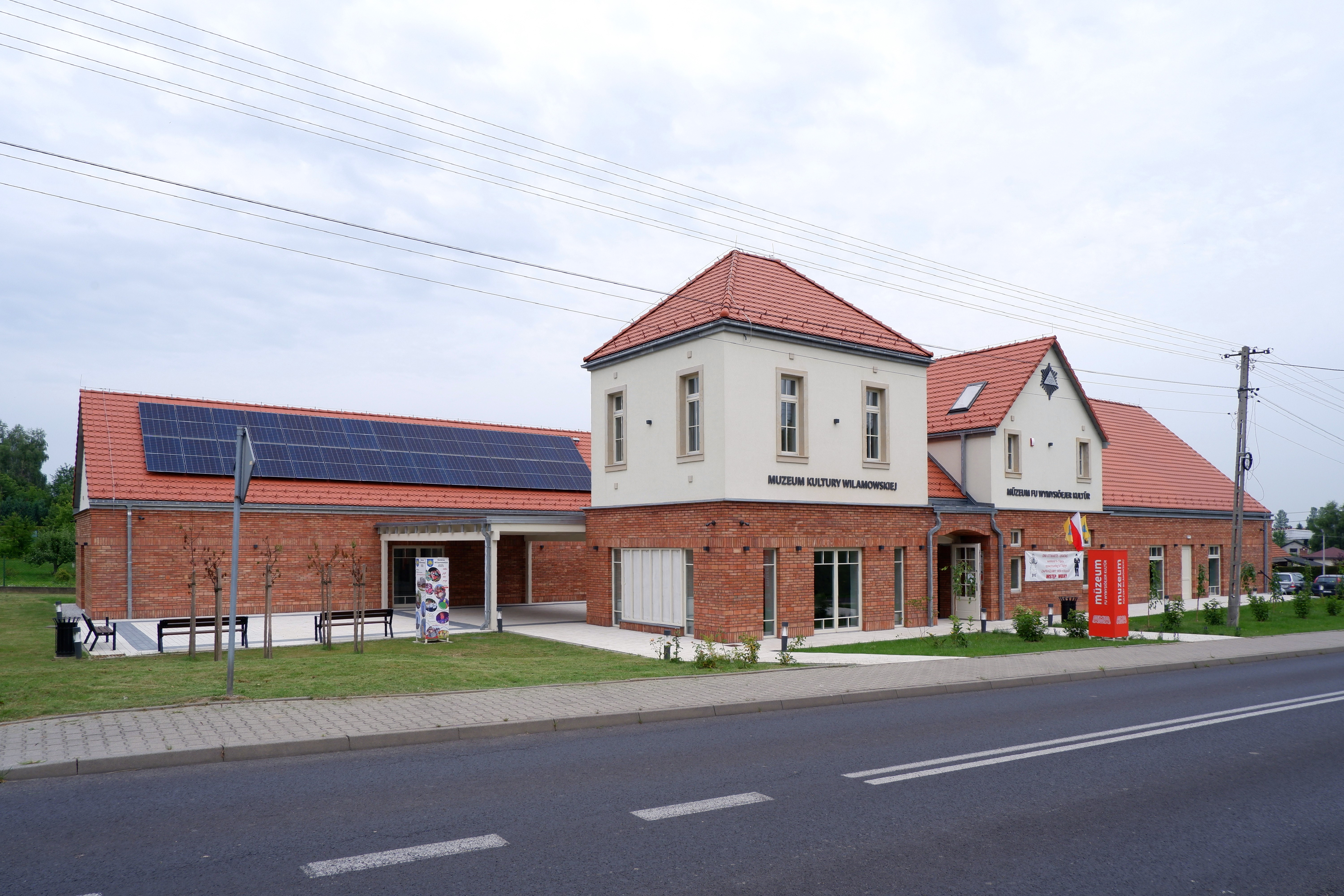
Museum der Wilmesaurischen Kultur

Wilamowice (deutsch Wilmesau, im lokalen Wilmesaurisch Wymysoü) ist eine Landstadt in der Woiwodschaft Schlesien in Polen. Sie hat etwa 3150 Einwohner.
Das mittlerweile vom Aussterben bedrohte Wilmesaurisch hatte hier im Jahre 2003 noch ungefähr 100 ältere Muttersprachler.

## Geographie
Der Ort liegt im Podgórze Wilamowickie, einem Vorgebirge und südöstlichen Teils des Auschwitzer Beckens, etwa sieben Kilometer nordöstlich von Kęty und dreizehn Kilometer nordwestlich von Bielsko-Biała.
Nachbarorte sind Jawiszowice im Norden, Zasole Bielańskie im Nordosten, Hecznarowice im Südosten, Pisarzowice im Süden, Stara Wieś im Südwesten, Dankowice im Nordwesten.

## Geschichte

### Ortsgeschichte
Der Ort wurde erstmals urkundlich als Pfarrei Novovillamowicz im Peterspfennigregister des Jahres 1326 im Dekanat Auschwitz des Bistums Krakau erwähnt. Der Ortsname ist als Abgrenzung zu Antiquo-Willamowicz (Stara Wieś/Altdorf) zu sehen. Der Name Wilamowice ist patronymisch abgeleitet vom Vornamen Wilam, mit typisch westslawischem Suffix -(ow)ice. Im 14. Jahrhundert wurde die Pfarrei als Novomilonovicz (1327), Novo Villamovicz, Novavillamovicz, Nova Willamovicz, Nova Wilamovicz, Wilamovicz novas (1346–1358) erwähnt. Später folgten die Erwähnungen: villa nova seu Wilanowicz (1361), Wilemowicz (1377), Willamowice (1395), Wylamowycze (1454, 1470–1480), Wilamovicze (1457). Jan Długosz nannte das Dorf Wylamowycze Andreae (1470 bis 1480), wahrscheinlich nach dem damaligen Besitzer. Im Jahr 1529 wurde das Dorf als Vylamovycze, Vilamowice Nova und Wilhamowicze erwähnt. Die letzte Form nähert sich dem Krakauer Stadtbucheintrag vom Jahr 1455 als Matis Wilhelmowycz und dem modernen Namen Wilhelm an. Die bis heute im örtlichen polnischen Dialekt benutzte Form Wielamowice erschien zuerst im 16. Jahrhundert. Die Form des Ortsnamens Wilanowice (mit n) ähnelt etymologisch dem lateinischen Villa Nova. In einem 1909 erschienenen Buch über die Geschichte des Orts wurde der Ortsname als ursprünglich Wilhelmsau angegeben, was aber nicht in den Quellen bestätigt wird. Erst im 18. Jahrhundert setzte sich die Bezeichnung Wilmesau durch. Dieses Buch enthielt auch andere unbelegte Behauptungen über der Entstehung des Orts und die Herkunft der Siedler.
Die Existenz von zwei Pfarreien deutet auf die frühere Gründung des benachbarten Dorfs Stara Wieś (Altdorf, Antiquo-Willamowicz) hin. Der Name des Dorfs lässt vermuten, dass es etwa älter als Wilamowice (Novovillamowicz) ist. Früher wurde vorgeschlagen, dass es Jahrzehnte vor der Entstehung der Bielitzer Sprachinsel gegründet wurde. Einige Jahre nach dem ersten Mongolensturm (1241) verlieh Mieszko II. von Oppeln-Ratibor († 1246) im Gebiet um Auschwitz dem Kloster Leubus 500 Hufen (etwa 121 km²). Die Quellen schweigen über die genauere Lokalisierung des Lehens, sowie über dessen Nutzung, aber es wurde oft vermutet, dass das der Anfang von [Antiquo] Wilamowice war. Die archäologischen Funde aus dem 13. Jahrhundert bestätigen aber keine größere Ansiedlung in diesem Gebiet. Die kleinen slawischen Burgwälle in Dankowice, sowie in Bestwina werden dagegen eher mit der deutlich größeren slawisch-polnischen Besiedlung an der Soła verbunden, entlang der via antiqua, wo der Ort Canthi schon im Jahr 1242 erwähnt wurde. In der nächsten Phase der Ansiedlung in diesem Gebiet wurde die Siedlungsform des Waldhufendorfs benutzt und Stara Wieś unterscheidet sich nicht von den anderen damals gegründeten Orten, was der Hypothese einer deutlich früheren Gründung widerspricht. Ungewöhnlicherweise wurde aber das etwas jüngere Wilamowice (Villa Nova) nicht entlang von Gewässern gegründet, sondern entlang dem Weg von Stara Wieś.
Die mittelalterlichen Quellen verraten wenig über der Herkunft der Siedler. Vielleicht kamen diese im gleichen Zug, wie die Siedler von Bojków (deutsch: Schönwald) bei Gliwice, das im Jahr 1269 nach fränkischem Recht wiedergegründet wurde. Kurz nach der Ansiedlung in (Antiquo) Wilamowicz (Stara Wieś/Altdorf) zog ein Teil der Siedler in die Hügel, um das neue Dorf (Villa Nova, Novo Wilamowicz) zu gründen. Durch Endogamie und die geographische Isolation des im polnischen Sprachgebiet liegenden Dorfes von der deutschen Sprachinsel um Bielitz-Biala bildete sich in Wilmesau eine eigenständige Sprache oder eigenständiger Dialekt (siehe: Wilmesaurisch) heraus, der bis zum Zweiten Weltkrieg im Alltagsleben genutzt wurde. Parallel dazu entwickelte sich der Mythos einer niederländisch-angelsächsischen Herkunft, oft in der Opposition zur Ansicht deutscher Herkunft (wie in Bielitz verbreitet). Im 15. Jahrhundert waren die Bewohner ziemlich wohlhabend, so gaben örtliche Bewohner, z. B. der Handwerker Petir Kawder cultelifaber de Wilmsdorff prope Libenwerde (1444), Matis (1455), Hanus Kaudir (1444) und andere, sehr hohe Beträge aus, um zu Bürgern von Krakau werden. Aus dem 15. Jahrhundert stammt auch eine im Ort gefundene Ampulle, aus dem damals sehr teuren Zinn.
Die weiter von Gewässern entfernte Gründung von Wilamowice wurde in älterer Literatur als Bestätigung für eine frühere Ansiedlung und andere Herkunft der Siedler interpretiert, vorwiegend aus Flandern, Friesland, sowie Holland, also aus Ländern, die in der Mitte des 13. Jahrhunderts von einer Überflutung verheert wurden. Der germanische Name des mutmaßlichen Gründer Wil(l)am wurde zwar traditionell als ältere Form des Namens Wilhelm verstanden, wurde aber auch volkstümlich als schottischer William gedeutet. Auch der örtliche Nachname Fox wurde als schottischer Herkunft vermutet. Als Beispiel für die Überzeugung englischer Herkunft kann man das 1860 erschienene Gedicht von Jakob Bukowski sehen:
| A Welmeßajer ai Berlin De fremda Loit, se hon an wing verstanda, Ma docht har wär vo England har. Dos ei kaj Wuinder; denn de Welmeßajer, Die stemma jou vo derta har... | Ein Wilmesauer in Berlin (Übersetzung) Die fremden Leute verstanden ihn nicht Man dachte, dass er von England wäre Doch, das ist kein Wunder; denn die Wilmesauer, Die stammen ja daher |

### Politische Geschichte
Politisch gehörte der Ort seit 1315 zum Herzogtum Auschwitz, das in der Zeit des polnischen Partikularismus bestand, seit 1327 unter der Lehnsherrschaft des Königreichs Böhmen (vgl. Länder der Böhmischen Krone). Im Jahre 1457 wurde das Herzogtum von Polen abgekauft und das Dorf als Wilamowicze erwähnt. Anschließend wurde das Herzogtum Auschwitz im Jahr 1564 völlig dem Königreich Polen angeschlossen, als Kreis Schlesien der Woiwodschaft Krakau, der polnisch-litauischen Adelsrepublik (ab 1569). Um das Jahr 1600 hatte Wilamowice über 200 Einwohner. In der Zeit der Reformation wurde die örtliche Kirche von Kalvinisten übernommen. Wahrscheinlich verlor Wilamowice damals seine geographische Verbindung mit der Bielitz-Bialaer Sprachinsel. Das Polnische war nach der Gegenreformation die einzige Sprache in der Kirche und wurde in der Kommunikation mit den slawischen Nachbarn benutzt. Wirtschaftlich war Wilamowice eher mit dem polnischsprachigen Kęty verbunden.
Bei der Ersten Teilung Polens kam Wilamowice 1772 zum neuen Königreich Galizien und Lodomerien des habsburgischen Kaiserreichs (ab 1804). Im Jahr 1808 kauften die Bewohner alles Ackerland, womit der Frondienst im Ort endete. In dieser Zeit entwickelte sich die Weberei in Konkurrenz zu Andrychów. Im Jahr 1818 erhielt der Ort das Stadtrecht. In den Jahren 1820 bis 1850 wurde es ein Teil des Deutschen Bundes und Deutsch wurde die einzige Amtssprache. Ab dem Jahr 1850 gehörte es zum Bezirk und Gerichtsbezirk Biała.
1918, nach dem Ende des Ersten Weltkriegs und dem Zusammenbruch der k.u.k. Monarchie, kam Wilamowice zu Polen. Im Jahre 1921 hatte die Gemeinde 323 Häuser mit 1774 Einwohnern, davon 1731 Polen, 25 Deutsche, 18 Juden, 1738 römisch-katholische, 5 andere Christen, 31 israelitische. In der Zwischenkriegszeit herrschte in Wilamowice eine ganz andere Stimmung als in Bielitz und Biala. Die Einwohner betonten oft ihre Eigenständigkeit, betrachteten sich selbst in erster Linie als Wilmesauer (polnisch Wilamowianie), meist als Polen, selten als Deutsche (1921 nur 1,4 %). Nach der Besetzung Polens durch die Wehrmacht im Zweiten Weltkrieg gehörte es zum Landkreis Bielitz im Regierungsbezirk Kattowitz in der Provinz Schlesien (seit 1941 Provinz Oberschlesien). Jedoch unterschrieben etwa 80 % der Einwohner im Zweiten Weltkrieg freiwillig oder zwangsweise die Deutsche Volksliste, meistens die zweite und dritte Liste. Im Jahr 1945 wurden anfangs 1784 Einwohner (über 70 %) als Volksdeutsche klassifiziert und 487 als Polen.
Während nach dem Ende des Zweiten Weltkrieges fast alle Deutschen der Gegend vertrieben wurden, konnte die angestammte Bevölkerung von Wilmesau bleiben. Die lokale Mundart wurde aber verboten und die Bevölkerung teilweise polonisiert. Auch wenn das Sprachverbot 1956 aufgehoben wurde, wurde versucht, den wilmesaurischen Dialekt aus dem öffentlichen Leben zu verdrängen.
2003 waren von den ca. 2700 Einwohnern von Wilamowice etwa 2000 alteingesessen. Alle Bewohner sprachen im Alltag Polnisch. Der wilmesaurische Dialekt wurde noch von ca. 100 älteren Bewohnern als Muttersprache angegeben.

## Städtepartnerschaft

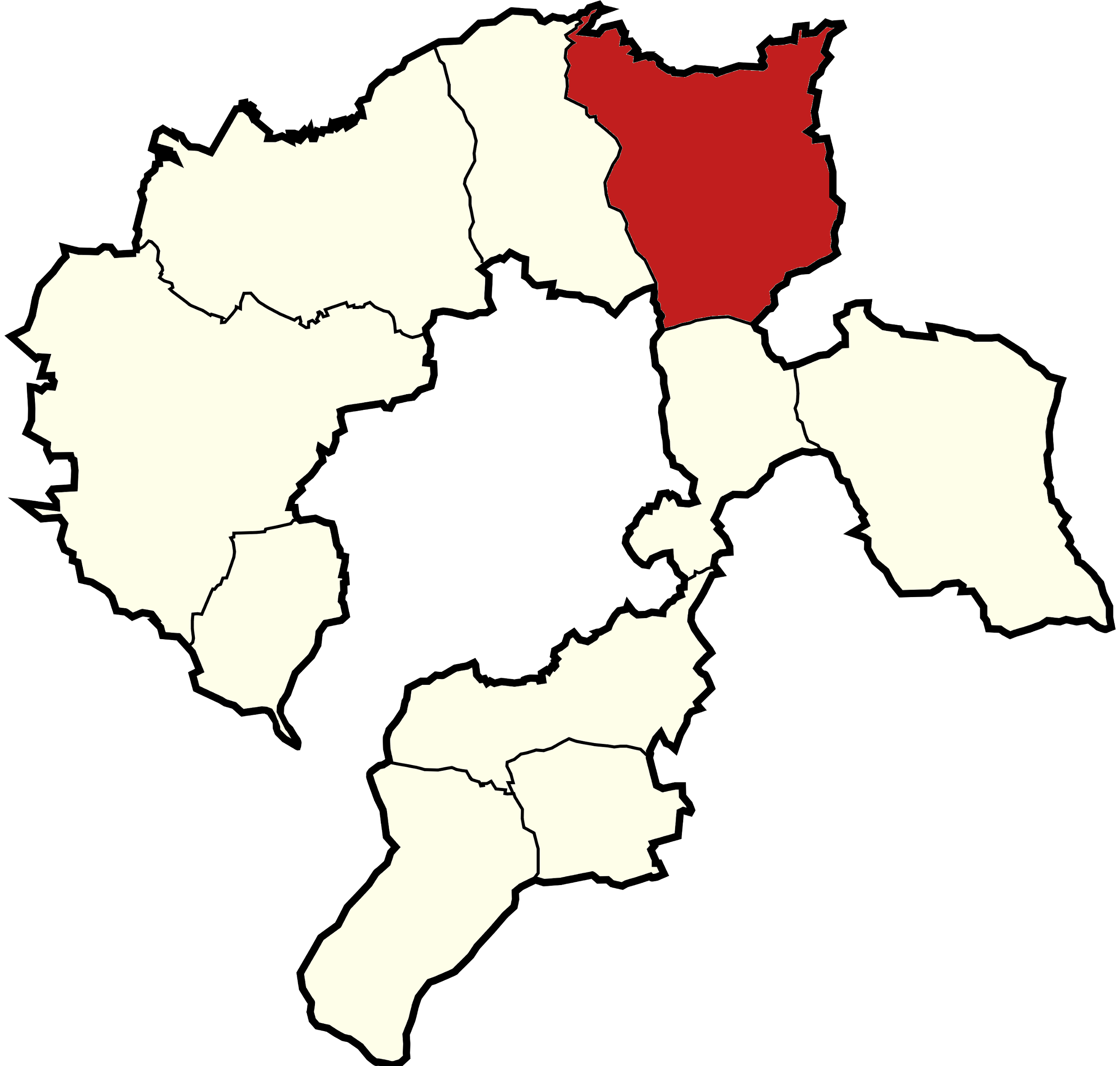
Lage der Gemeinde im Powiat Bielski

- Dolní Benešov, Tschechien

## Gemeinde
Die Stadt-und-Land-Gemeinde Wilamowice gliedert sich neben dem gleichnamigen Hauptort in fünf Dörfer.

## Persönlichkeiten
- Florian Biesik (1849–um 1930), Literat, Poet
- Józef Bilczewski (1860–1923), römisch-katholischer Erzbischof
- Kazimierz Jonkisz (* 1948), Jazzmusiker.

## Weblinks

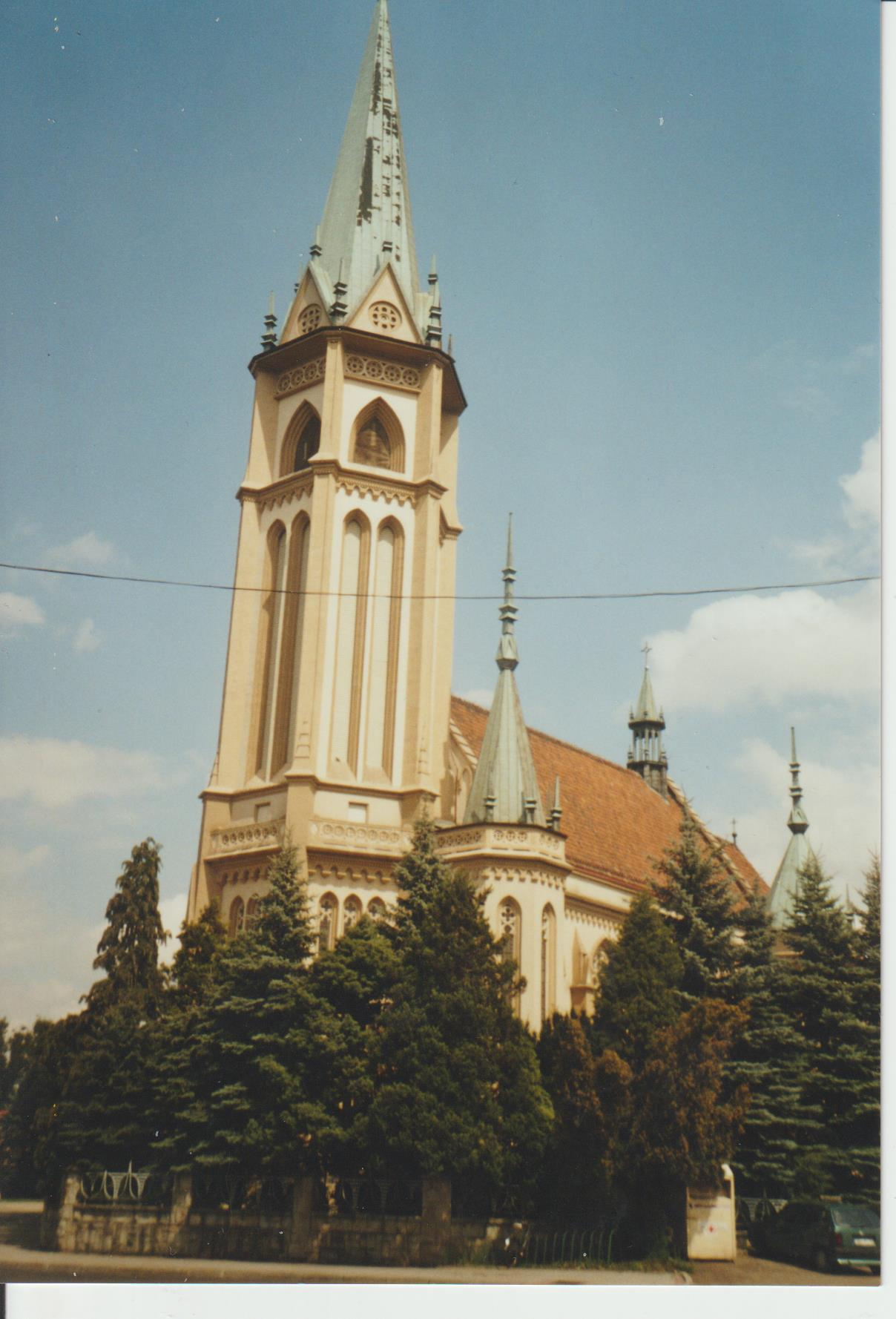
Kirche